# Кароліс Пожела
Кароліс Пожела (лит. Karolis Požėla; 29 лютого 1896, с. Бардішкяй, Паневежиський повіт, Російська імперія — 27 грудня 1926, Каунас, Литва) — один з організаторів Комуністичної партії Литви.

## Життєпис
Народився 1896 року в селянській родині.
Будучи студентом Дерптського університету, 1916 року вступив до лав РСДРП, вів партійну роботу в Естонії. Учасник Лютневої та Жовтневої революцій. Навесні 1918 року організував один з перших осередків КП Литви на окупованій німецькими військами території; делегат установчого підпільного з'їзду партії (жовтень 1918).
Після падіння Радянської влади в Литві (серпень 1919) перебував на підпільній партійній роботі у Расейняї та Каунасі, де 1920 створив нелегальну партійну друкарню «Спартакас», був редактором газети «Тесу», органу ЦК КП Литви, та низки інших партійних видань.
Від 1921 року член, а від 1923 — перший секретар ЦК Комуністичної партії Литви. Делегат 5-о конгресу Комінтерну (1924).

## Військовий переворот у Литві (1926)
Заарештований 17 грудня 1926 після державного перевороту під керівництвом Антанаса Смятони. Разом з іншими керівними працівниками КП Литви постав перед військовим трибуналом за звинуваченням у підготовці до комуністичного повстання та разом з Юозасом Грейфенбергерісом, Раполасом Чарнасом та Казісом Гедрісом засуджений до смертної кари. Засуджені розстріляні 27 грудня 1926 року в VI форті Каунаса.

## Сім'я
- Дружина — Еугенія Тауткайте (1899—1960), революціонерка, письменниця, бранка сталінських таборів[2].
- Син — Юрас Пожела, фізик, колишній президент АН Литви, лавреат Ленінської премії 1978 року.

## Пам'ять
- За радянської влади у Вільнюсі його ім'ям було названо вулицю.
- 1973 року в Каунасі встановили пам'ятник «Четверо комуністів» (інакше «Четверо комунарів»; скульптори Бронюс Вішняускас та Наполеонас Пятруліс), нині перебуває в експозиції радянських скульптур у парку Грутас[3].